# Галин, Равиль Ахтарьянович
Галин Равиль Ахтарьянович — башкирский артист и писатель. Народный артист Республики Башкортостан (1996).

## Биография
Родился 25 января 1950 г. в д. Ново-Кызылярово Архангельского района, Республика Башкортостан. В 1974 году окончил Уфимский государственный институт искусств и сразу же был приглашен в Салаватский башкирский драматический театр, в котором проработал до 1991 года. С 1991 — артист драмы Стерлитамакского башкирского театра драмы, одновременно совмещающий преподавательскую деятельность в Башкирском республиканском техникуме культуры в Стерлитамаке .
Равиль Галин — автор трех книг для детей и подростков: «Буя уйлап, ҡуйма бутап», «Дүрткүҙ», «Бар ине заманалар».

## Творческая деятельность
- Геннадий в спектакле по пьесе А.Софронова «Миллион за улыбку»
- Закир в спектакле «Черноликие» (по одноименной повести М.Гафури)
- Баимов в «Тринадцатом председателе» А.Абдуллина
- Старик Зар и Хайбуш-карт «Забытая молитва» и «Узурпатор любви» Ф.Булякова
- Тауфик «Я не хочу тебя терять» И.Юмагулова
- Бакал Бакалыч «Пещера» Г.Шафикова
- Чингиз «Прими их, Шамбала» Б.Гаврилова
- В спектакле «На том и на этом свете» по пьесе Р.Султангареева
- Мырдаш-бей в спектакле «Кахым-туря» Ишмуллы и Анисы Дильмухаметовых
- Абдельмалик Султангулов в спектакле по пьесе «Вой волчицы» Х.Иргалина
- Гали Галиевич «Найдите мне папашу» Р.Киньябаева
- Хажгали «Пылкие любовники» И.Юмагулова
- Гузаир «Кадриль» В.Гуркина
- Кадир «Пять жен Ходжи Насретдина» И.Садыкова
- Хурматулла Хурматович «Счастье с неба» Н.Асанбаева
- Мухаррам «Запах легкого загара» Д.Гурьянова и другие.

Роли в телевизионном фильме «Дочь Луны» (Ай ҡыҙы) ГТРК «Башкортостан», главная роль в художественном фильме «Кинзя» киностудии «Башкортостан».

## Награды и звания
- Почётное звание «Заслуженный артист Башкирской АССР» (1983).
- Почётное звание «Народный артист Республики Башкортостан» (1996).